# Дело Магомеда Успаева
Дело Магомеда Успаева — уголовный процесс по обвинению Магомеда Успаева в причастности к похищению и убийству фотокорреспондента ИТАР-ТАСС Владимира Гавриловича Яцины.

## Обстоятельства дела

Владимир Яцина

### Личность жертвы
Владимир Гаврилович Яцина родился 10 марта 1948 года в Лыткарино. Служил в армии. В 1974 году поступил на факультет журналистики МГУ. С 1979 года работал в Фотохронике ТАСС. Награждён медалью «В память 850-летия Москвы».

### Похищение и убийство
В июле 1999 года Яцина по заказу канадской журналистки Хайди Холлинджер  отправился в Чечню снимать лагеря беженцев. Его проводником был чеченец Магомед Успаев (по некоторым данным, двоюродный брат Аслана Масхадова). Во время поездки Яцину похитили. За похищением стояли братья Ахмадовы — чеченские сепаратисты, которые занимались похищениями людей совместно с полевым командиром Арби Бараевым. Они намеревались получить за Яцину выкуп в размере двух миллионов долларов.
После похищения журналиста содержали в подвале жилого дома в Урус-Мартане. Вместе с ним в плену находился сын московского предпринимателя, который показал, что пленников регулярно избивали, одному из них (не Яцине) отпилили голову двуручной пилой. В феврале 2000 года пленников перевозили в другой населённый пункт. Яцина был болен, ему было трудно передвигаться, в результате чего 20 февраля его просто убили.

### Уголовное преследование
По факту похищения и убийства Владимира Яцины было возбуждено уголовное дело; одним из подозреваемых стал проводник Магомед Успаев. Как подозреваемый, он был объявлен российскими властями в розыск.
В 2002 году Успаев по поддельным документам под именем Мага Захиев уехал в Швецию и в 2004 году получил там вид на жительство.
Летом 2006 года он был задержан в Швеции за хулиганство как Мага Захиев. Шведские власти направили в прокуратуру Чеченской Республики запрос — требовалось подтвердить подлинность документов, выданных на имя Захиева. При проверке выяснилось, что на фамилию Захиев документы не выдавались, а по фотографии, прилагавшейся к запросу, был опознан разыскивавшийся российскими властями Магомед Успаев. Материалы официального опознания были отправлены в Генеральную прокуратуру Российской Федерации.
В начале октября 2006 года Генпрокуратура РФ направила министерству юстиции Швеции запрос о выдаче Успаева. На основании этого запроса спустя несколько дней Успаев был задержан.
5 февраля 2007 года Генеральный прокурор Швеции Фредерик Версэль заявил, что Успаев может быть беспрепятственно экстрадирован в Россию, 14 июня того же года Верховный суд Швеции одобрил решение генпрокурора об экстрадиции Успаева, но, согласно шведскому законодательству, окончательное решение об экстрадиции подозреваемого принимает правительство Швеции, которое в октябре 2007 года приняло решение об отказе в экстрадиции. Советник по правовым вопросам министерства юстиции Швеции Анн-Мари Греен заявила, что это решение продиктовано неуверенностью в соблюдении прав человека в Чечне.
После отказа в экстрадиции дело Успаева было передано в Международную прокуратуру Гётеборга. В начале 2013 года было сообщено, что прокуратура Гётеборга приняла решение закрыть его в связи с тем, что «имеющиеся материалы не дают доказательства того, что подозреваемый действительно виновен в преступлении».